# Скэллон, Дана Розмари
Дана Розмари Скэллон (англ. Dana Rosemary Scallon, урожд. Розмари Браун (англ. Rosemary Brown), род. 30 августа 1951, Лондон) — ирландская певица и политик, победительница конкурса песни Евровидение 1970 года.

## Биография

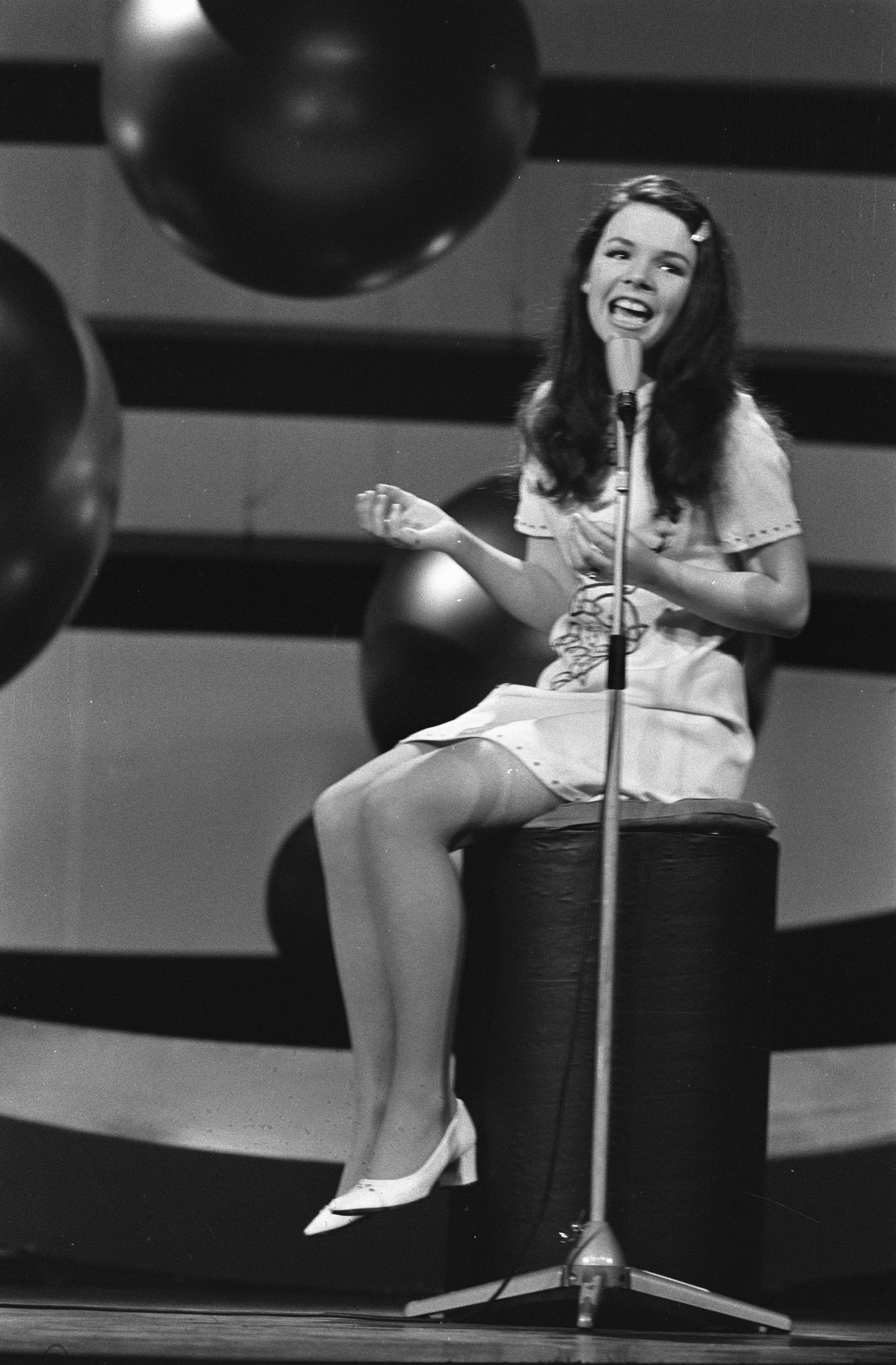
Дана на конкурсе «Евровидение» в 1970 году

Родилась в Лондоне. В пятилетнем возрасте вместе с родителями переехала на родину отца в североирландский город Дерри.
Пением занималась с детства. В 1969 году впервые участвовала в ирландском национальном отборе к конкурсу песни Евровидение, но заняла второе место. Являясь подданной Великобритании, в 1970 году под сценическим псевдонимом Дана представляла Ирландию на Евровидении, где завоевала первое место с песней «All kinds of everything». При этом, весь номер она исполняла, сидя на огромном барабане. В конце 1970-х годов стала одной из ведущих в мире исполнительниц католической музыки.
В начале 1980-х вместе с мужем переехала в США, где занималась религиозной деятельностью. После возвращения в Ирландию, в 1997 году выдвинула свою кандидатуру на президентских выборах, сенсационно заняв на них третье место. В 1999 году в качестве независимого кандидата победила на выборах в Европарламент, депутатом которого оставалась до 2004 года. В 2004 году вновь пыталась выставить кандидатуру в президенты, но безуспешно. В качестве политика является сторонницей сохранения традиционных семейных ценностей, выступая против легализации абортов.
В 2008 году призвала Ирландию отказаться от участия в конкурсе Евровидение, после того как представителем страны на конкурсе был выбран кукольный индюк Дастин.

## Дискография
- 1970 All Kinds of Everything
- 1974 The World of Dana
- 1975 Have a Nice Day
- 1976 Love Songs and Fairytales
- 1979 The Girl is Back
- 1980 Everything is Beautiful
- 1981 Totally Yours
- 1982 Magic
- 1983 Let There Be Love
- 1984 Please Tell Him That I Said Hello
- 1985 If I Give My Heart to You
- 1987 In the Palm Of His Hand
- 1987 No Greater Love
- 1989 The Gift of Love
- 1990 All Kinds of Everything (compilation)
- 1991 Dana’s Ireland
- 1991 The Rosary
- 1992 Lady of Knock
- 1993 Hail Holy Queen
- 1993 Say Yes!
- 1995 The Healing Rosary
- 1996 Dana The Collection
- 1997 Humble Myself
- 1997 Forever Christmas
- 1997 Heavenly Portrait
- 1998 The Best of Dana
- 1998 Stations of The Cross
- 2004 Perfect Gift
- 2005 In Memory of Me
- 2006 Totus Tuus
- 2007 Good Morning Jesus!